# Klaus Ondera
Klaus Ondera (* 4. Juni 1946) ist ein deutscher ehemaliger Fußballspieler.

## Karriere
Klaus Ondera trug während der Saison 1972/73 das schwarz-gelbe Trikot von Borussia Dortmund, in 27 Spielen der Regionalliga West erzielte er sechs Tore. Borussia Dortmund beendete die Saison auf dem vierten Rang, nachdem sie ein Jahr zuvor aus der Bundesliga abgestiegen waren. In der Saison 1974/75 spielte er dann für Wormatia Worms in der neu gegründeten 2. Bundesliga und kam in dieser Saison auf 32 Spiele und schoss dabei zwei Tore.
Klaus Ondera hat jedoch nicht nur für Borussia Dortmund und Wormatia Worms in der zweithöchsten Fußballliga in Deutschland gespielt. So lief er auch für Schwaben Augsburg, SV Darmstadt 98, SpVgg Fürth, FC 08 Villingen, SV Röchling Völklingen, Eintracht Braunschweig und den FC Schweinfurt 05 in der Regionalliga auf, als diese jeweils noch die zweithöchste Spielklasse war. Nach seinem Engagement bei Wormatia Worms wechselte er in die Landesliga zum TSV Rain am Lech, seinem Jugendverein, in welchem er seine Juniorenzeit verbrachte. Auffällig ist, dass er praktisch bei allen Vereinen nur jeweils eine Saison tätig war. Von der Landesliga wechselte er ein Jahr später zum FC Lorient in die 2. französische Liga. Von da nur ein halbes Jahr später zurück in die deutsche Oberliga zur SpVgg Bad Pyrmont. Nach dem Ende der Saison 1977/78 in der er mit 21 Toren Torschützenkönig der Landesliga Niedersachsen wurde wechselte er im Mai 1978 von Pyrmont in die Schweiz zum FC Schaffhausen. Von Schaffhausen ging es ein Jahr später zurück nach Deutschland zum FC Singen 04, wo er immerhin anderthalb Jahre blieb. Von Singen kam Klaus Ondera dann zum FC Glarus, wo er in der Saison 1981/82 zur Aufstiegsmannschaft von der 3. Liga in die 2. Liga angehörte. Nach seinem Engagement beim FC Glarus wechselte er noch als Spielertrainer zum FC Zollikon.
Insgesamt spielte Klaus Ondera 245 Spiele in der zweithöchsten Fußball-Liga Deutschlands (Regionalliga und 2. Bundesliga) und schoss dabei 50 Tore. Zudem spielte er noch zehn Spiele in der zweithöchsten Liga Frankreichs und schoss dabei ein Tor.